# Turnix tanki
El torillo tanki (Turnix tanki) es una especie de ave charadriforme de la familia Turnicidae que habita en Asia.

## Descripción
Sin estar emparentados con ellas tienen el aspecto de una perdiz con la cola corta. Como es característico de la familia las hembras son más grandes y coloridas que los machos, y además son poliándricas. Su plumaje es grisáceo en las partes superiores con algunas motas negras, mientas que las inferiores son blanquecinas. Las hembras tienen todo el cuello y el pecho de un color canela anaranjado durante la estación de cría, que mudan posteriormente, mientras que los machos solo tienen cierto rastro de este color en el pecho..

## Distribución
Se extiende desde el subcontinente indio, por el sureste asiático continental y todo el este de China hasta la península de Corea y las regiones colindantes del extremo suroriental de Rusia.

## Comportamiento

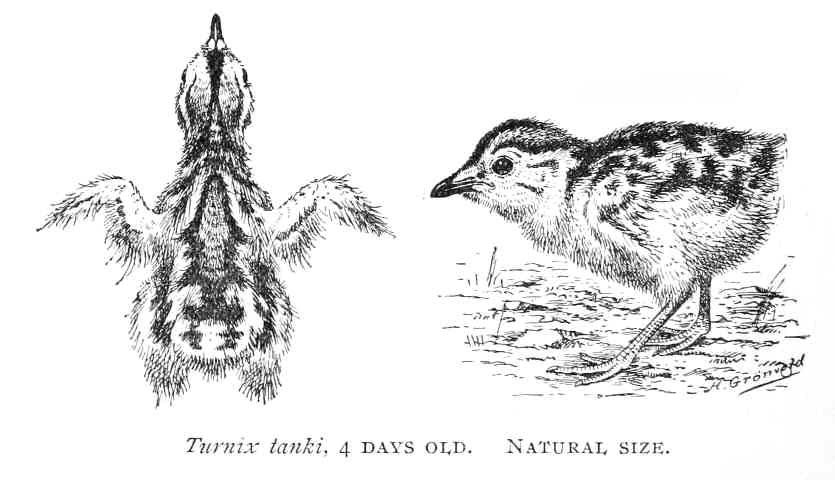
Ilustración de polluelo de Turnix tanki

Las hembras ofrecen comida a los machos durante el cortejo, y una vez que han puesto los huevos dejan al macho para que los incube. La incubación dura unos 12 días, y tras la eclosión los polluelos siguen al macho que se encarga de cuidarlos.